# 宮柊二
宮 柊二（みや しゅうじ、1912年（大正元年）8月23日 - 1986年（昭和61年）12月11日）は、昭和時代に活躍した日本の歌人。本名は宮肇（はじめ）。
長岡中学在学中から作歌をはじめる。1932年に上京、翌年北原白秋を訪ねて門下に入る。1935年、白秋主宰の歌誌「多磨」の創刊に参加。日中戦争に応召し、中国を転戦した体験が、歌集『山西省』(1949年)に結実した。1953年には「多磨」の流れをくむ歌誌「コスモス」を創刊、主宰した。ながらく勤めた製鉄会社を辞して歌作と著作に専念し、74歳で死去。
一生活者の真実の声を響かせた誠実な歌風が特色。歌集に、『日本挽歌』(1953年)、『多く夜の歌』(1961年)、『濁石馬』(1975年)など、エッセイに、『埋没の精神』(1955年)、『西行の歌』(1977年)など。
妻は同じく歌人の宮英子（旧名、瀧口英子）。長女の片柳草生は編集者・文筆家。叔父は画家の宮芳平。

## 生涯

### 戦前・戦中
新潟県北魚沼郡堀之内町（現魚沼市）に書店の長男として生まれる。父は宮保治、俳号を木語といい俳句を詠んだ。1919年堀之内尋常高等小学校に入学。1925年旧制長岡中学に入学し、在学中から相馬御風主宰の歌誌「木蔭歌集」に投稿を行っていた。1930年に卒業後は家業を手伝う。
1932年に上京し中野の朝日新聞販売店に住み込みで働き、翌年北原白秋を訪ね、その門下生および秘書となり、晩年眼疾を患っていた白秋の口述筆記などを手伝う。1934年、白秋主宰の「多磨」創刊に参加。実家の没落により一家で神奈川県横浜市に移り、1939年富士製鋼所（後に日本製鐵との合併を経て富士製鐵）入社。同年、兵役に応召し、新潟県高田市の歩兵第30連隊に入隊。中国山西省各地で足掛け5年兵士として日中戦争を戦う。最終階級は伍長。出征中に第1回多磨賞、多磨力作賞を受賞するが、授賞式には出られず父が代理出席した。1944年に瀧口英子（宮英子）と結婚するが、1945年6月に再招集され、茨城の部隊で終戦を迎えた。

### 戦後
1946年処女歌集『群鶏』を刊行。1947年、加藤克巳、近藤芳美らと「新歌人集団」を結成。1949年に発表した第三歌集『山西省』は、戦闘体験を写実的に描写し、戦争文学の名作として高く評価された。
「戦後短歌のリーダー」と称され、短歌結社を超えた活動を展開した。戦後間もなくに発表したエッセイ「孤独派宣言」にて、戦後短歌の出発点として個人主義を強く打ち出した。1950年には「泥の会」の呼びかけ人となり、岡部桂一郎や山崎方代、葛原繁など結社に依らない歌人たちの活動を主導した。1952年の「多磨」解散後、1953年にはコスモス短歌会の代表として、歌誌「コスモス」を創刊する。1960年、富士製鐵を依願退職。
生涯で13冊の歌集を刊行し、宮中歌会始の他、朝日新聞、日本経済新聞、新潟日報、婦人公論、オール読物、婦人之友など多数の新聞・雑誌歌壇の選者をする。宮中歌会始選者を本名「宮肇」で1967年、68年、71年、72年、74年、75年、76年、78年と八度務めている。1979年、堀之内町名誉町民の称号を贈られる。1983年、日本芸術院会員。
一方で病（糖尿病や関節リウマチ、脳梗塞等。召集された時も疾患により一時入院していて、また晩年は、転倒して左大腿骨頸部骨折で手術を受けている）を患い、入退院を繰り返しながら、東京都三鷹市の自宅で急性心不全のため74歳の生涯を閉じる。
戦後短歌の指導者としては珍しく、学校に本拠を置かず在野を貫いた。門下には安立スハル、島田修二、奥村晃作、高野公彦、桑原正紀、小島ゆかり、大松達知、河野裕子などがいる。

## 受賞歴
- 1957年、『定本宮柊二全歌集』で第11回毎日出版文化賞
- 1962年、『多く夜の歌』で第13回読売文学賞
- 1976年、『濁石馬』で第10回迢空賞
- 1977年、日本芸術院賞[7]
- 1981年、紫綬褒章
- 1986年、正五位勲三等瑞宝章

## 宮柊二記念館
没後の1992年、故郷堀之内町に宮柊二記念館が開館。

## 著書
- 歌集 群鶏 青磁社 1946
- 歌集 小紺珠 古径社 1948
- 歌集 山西省 古径社 1949
- 歌集 晩夏 白玉書房 1951 (多磨叢書)
- 歌集 日本挽歌 創元社 1953
- 埋没の精神  第二書房 1955
- 定本 宮柊二全歌集 東京創元社 1956
- 宮柊二自選歌集 新潮文庫 1959
- 歌集 多く夜の歌 白玉書房 1961 (コスモス叢書)
- 宮柊二歌集 角川文庫 1969
- 机のチリ 東京美術 1970 (ピルグリム・エッセイシリーズ)
- 完本 宮柊二全歌集 立風書房 1971
- 歌集 藤棚の下の小室 白玉書房 1972
- 石梨の木 歌論集 短歌新聞社 1972
- 万葉大和の旅 中山礼治共著 保育社 1974 (カラーブックス)
- 短歌読本 東京美術 1974
- 歌集 独石馬 白玉書房 1975
- 私の棚の中 立風書房 1975
- 宮柊二歌集 五月書房 1975
- 西行の歌 河出書房新社 1977.9
- 雪の里 随筆 求龍堂 1977.6
- 忘瓦亭日録 立風書房 1978.4
- 歌集 若きかなしみ 五月書房 1980.6
- 短歌のしるべ 東京美術 1980.10
- 定本 宮柊二短歌集成 講談社 1981.6
- 短歌実作入門 立風書房 1982.4
- 女性のための短歌教室 歌にあなたを生かすために 中央公論社 1983.2
- 宮柊二筆墨集 立風書房 1984.11
- 白秋・迢空 河出書房新社 1984.8
- 歌集 純黄 石川書房 1986.5 (コスモス叢書)
- 歌集 緑金の森 短歌新聞社 1986.6 (現代短歌全集 1)
- 歌集 白秋陶像 伊麻書房 1986.7 (コスモス叢書)
- 短歌に見る人生 講談社学術文庫 1987.8
- 柊二遺文 立風書房 1987.12
- 歌集 恒河沙 石川書房 1988.12 (コスモス叢書)
- 砲火と山鳩 宮柊二・愛の手紙 河出書房新社 1988.7
- 若き日 若き歌 『群鶏』自註 本阿弥書店 1988.8
- 宮柊二集 全10巻別巻1 岩波書店 1989-91
- 宮柊二青春日記 宮英子編 本阿弥書店 1992.9
- 宮柊二歌集 宮英子・高野公彦編 岩波文庫 1993.1
- 宮柊二 歌集 全6冊 短歌新聞社文庫 1994-1997
  - 日本挽歌 独石馬 群鶏 多く夜の歌 山西省 小紺珠

## 評伝
- 島田修二「宮柊二の歌」花神社 新版1990
- 小高賢「宮柊二とその時代」五柳書院 1998
- 岡崎康行「宮柊二『小紺珠』論」短歌新聞社 1998
- 磯部定治「ふるさとを愛した歌人　宮柊二」新潟日報事業社 2001
- 高野公彦「宮柊二　鑑賞・現代短歌」本阿弥書店 2001
- 佐藤通雅「宮柊二『山西省』論」柊書房 2017